# 豐島區
豐島區（日语：／ Toshima ku */?）是日本東京都內23個特別區之一，位在舊東京市的區域內西北角一帶。其命名由來源自日本政府進行「廢藩置縣」之前，武藏國豐島郡的古名，當東京市在進行行政區域擴大時，四個原屬北豐島郡的町被合併劃入東京市的範圍之內，而賦予豐島區的命名。
豐島區是一個人口密度高，且集時尚與傳統、年輕與老年於一體、富有個性的區域。境內最重要的市街為池袋車站為中心的商業區，除此之外，駒込、有「老年人的原宿」之稱的巢鴨、大塚、高級住宅區的目白等地區都是豐島區境內比較知名的市街，東京市區內最重要的鐵路路線JR山手線在這幾個地區都設有車站。
曾經是東京都內第一高樓的太陽城就位在區內的池袋地區。區役所位於JR山手線池袋站東口。
根據1965年的國勢調査結果，本區為日本人口密度最高的自治體（前回調査的第一名為1東京都台東區）（页面存档备份，存于）。2005年的國勢調査，僅次於東京都中野區為全日本第二位，2010年再次成為第一。

## 人口
| 豐島區人口分布圖 |                                               |  |
| 豐島區與日本全國年齡別人口分布比較圖 （2005年資料） | 豐島區的年齡、男女別人口分布圖 （2005年資料） |  |
| ■紫色是豐島區 ■綠色是全国 | ■藍色是男性 ■紅色是女性                       |  |
| 豐島區人口變化 \| 1970年 \| 354,427人 \| \| \| 1975年 \| 321,078人 \| \| \| 1980年 \| 288,626人 \| \| \| 1985年 \| 278,455人 \| \| \| 1990年 \| 261,870人 \| \| \| 1995年 \| 246,252人 \| \| \| 2000年 \| 249,017人 \| \| \| 2005年 \| 250,585人 \| \| \| 2010年 \| 284,678人 \| \| \| 2015年 \| 291,167人 \| \| \| 2020年 \| 301,599人 \| \| |                                               |  |
| 資料來源：日本總務省統計中心提供之人口普查數據 |                                               |  |
| 1970年 | 354,427人                                     |  |
| 1975年 | 321,078人                                     |  |
| 1980年 | 288,626人                                     |  |
| 1985年 | 278,455人                                     |  |
| 1990年 | 261,870人                                     |  |
| 1995年 | 246,252人                                     |  |
| 2000年 | 249,017人                                     |  |
| 2005年 | 250,585人                                     |  |
| 2010年 | 284,678人                                     |  |
| 2015年 | 291,167人                                     |  |
| 2020年 | 301,599人                                     |  |

### 日夜間人口
2005年夜間人口（居住者）為233,141人，區外通勤者與通學生、居住者在內的區內日間人口為378,475人，是夜間人口的1.623倍。

## 歷史
區沿革
- 1889年5月1日 - 町村制施行，北豐島郡巢鴨町、巢鴨村、高田村、長崎村成立。
- 1918年7月20日 - 巢鴨村施行町制，為西巢鴨町。
- 1920年4月3日 - 高田村施行町制。
- 1926年10月1日 - 長崎村施行町制。
- 1932年10月1日 - 巢鴨町、西巢鴨町、高田町、長崎町編入東京市，4町成立豐島區。
- 1943年7月1日 - 東京都制施行，為東京都豐島區。
- 1947年5月3日 - 地方自治法施行，豐島區成為特別區。

### 染井吉野櫻發源地
日本國花櫻花的代表品種染井吉野櫻，是發源自現在豐島區駒込至巢鴨一帶的舊染井村，為江戶時代後期人工育種所產生的新品種。1860年（萬延元年），來到染井的英國植物學家福鈞，稱染井吉野櫻為世界第一。此外，本區也有許多霧島杜鵑，JR駒込站以春天的杜鵑花景聞名。

### 地名由來

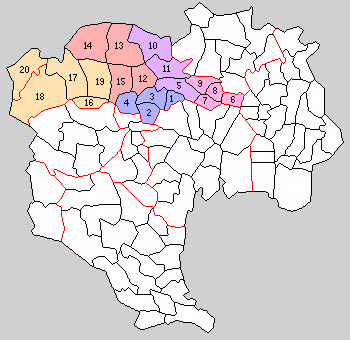
塗色區域為北豐島郡，其中藍色部分為現在的豐島區。

北豐島郡4町併入東京市後成立新行政區，便以原郡名作為新區名。但是除了豐島區前身的4町，原北豐島郡還包括現在的北區至練馬區一帶。本來郡的中心是板橋町，但因相鄰東京市的4町是郡內發展最佳的地區，因此決定命名為「豐島區」。

### 主要事件
- 帝銀事件：1948年1月26日
- 池袋通殺人魔事件：1999年9月8日

## 相邻接的行政区
- 北 - 北区、板橋區
- 西 - 练马区、中野区
- 南 - 新宿区、文京区

## 地域

### 主要活動
- 長崎獅子舞
- 富士元囃子
- 鬼子母神御會式

### 東京北部的象徵　池袋
豐島區擁有都心四大繁華街（池袋、新宿、澀谷、銀座）之一的「池袋」，形成一個腹地廣達埼玉縣、東京都西北部、東北部的巨大商圏。
近年來，隨著副都心線等的開通，各繁華街的連絡日趨緊密，池袋成為東京的象徵之一。

### 町
括弧內的數字是郵遞區號
池袋（いけぶくろ）
（170-0014,171-0014） 池袋站西北。不是所謂的「池袋」中心。
池袋本町（いけぶくろほんちょう）
（170-0011） 北池袋站與下板橋站。住宅區。
要町（かなめちょう）
（171-0043） 要町站至千川站。要町通沿線的地區。
上池袋（かみいけぶくろ）
（170-0012） 北池袋站東側。明治通通過此地。
北大塚（きたおおつか）
（170-0004） 大塚站北方。
駒込（こまごめ）
（170-0003） 豐島區最東側、駒込站周邊。染井吉野櫻發源地。
巢鴨（すがも）
（170-0002） 巢鴨站西北。國道17號通過。有著名的刺拔地藏。
千川（せんかわ）
（171-0041） 千川站北側的住宅區。
雜司谷（ぞうしがや）
（171-0032） 池袋南側。鬼子母神所在地。
高田（たかだ）
（171-0033） 高田馬場站東北。
高松（たかまつ）
（171-0042） 鄰接板橋區。
千早（ちはや）
（171-0044） 千川站～要町站南側。
長崎（ながさき）
（171-0051） 西武池袋線北側。鐵路對面是南長崎。
西池袋（にしいけぶくろ）
（171-0021） 池袋站西口附近是繁華街的一部分。其他為住宅街。
西巢鴨（にしすがも）
（170-0001） 大塚站北方。町內有西巢鴨站。
東池袋（ひがしいけぶくろ）
（170-0013） 池袋站東口。繁華街池袋的一部分。太陽城所在地。
南池袋（みなみいけぶくろ）
（171-0022） 池袋站東口。繁華街池袋的一部分。町內有雜司谷靈園。
南大塚（みなみおおつか）
（170-0005） 大塚站南側。
南長崎（みなみながさき）
（171-0052） 西武池袋線南側。鐵路對面是長崎。
目白（めじろ）
（171-0031） 目白站周邊。町內有學習院大學。

### 車牌號碼
豐島區屬練馬號碼（東京運輸支局）。
練馬號碼區域
- 新宿區、文京區、中野區、杉並區、豐島區、北區、板橋區、練馬區（页面存档备份，存于）。

## 區政
- 區長：高際みゆき（2023年4月24日就任 第1任）

### 區議會
2023年5月1日：
- 區議會議長：池田裕一
- 區議會副議長：西山陽介

2017年6月15日：
- 席次：36
  - 自由民主黨豐島區議團（9名）
  - 公明黨豐島區議團（8名）
  - 日本共產黨豐島區議團（6名）
  - 自治未來豐島區議團（5名）
  - 都民ファーストの会豊島区議団（4名）
  - 眾人之黨、無所屬刷新之會（1名）
  - 豊島区無所属元気の会（1名）
  - 社会民主党（1名）

### 姐妹都市、友好都市

#### 國內
- 埼玉縣秩父市
- 山形縣遊佐町
- 三重縣名張市
- 栃木縣那珂川町（

#### 海外
- 東大門區（南韓 首爾特別市）

## 交通

### 鐵路
池袋站是豐島區的中心站，一日上下車人次約264萬人（2006年），僅次於新宿區新宿站居世界第2位。
東日本旅客鐵道（JR東日本）
- 山手線：駒込站 - 巢鴨站 - 大塚站 - 池袋站 - 目白站
- 埼京線：池袋站
- 湘南新宿線：池袋站

東京地下鐵
- 丸之內線：池袋站 - 新大塚站
- 南北線：駒込站
- 有樂町線：東池袋站 - 池袋站 - 要町站 - 千川站
- 副都心線：雜司谷站 - 池袋站 - 要町站 - 千川站

東京都交通局（都營地下鐵）
- 三田線：巢鴨站 - 西巢鴨站

東京都交通局（東京都電車）
- 荒川線：學習院下停留場 - 鬼子母神前停留場 - 都電雜司谷停留場 - 東池袋四丁目停留場 - 向原停留場 - 大塚站前停留場 - 巢鴨新田停留場 - 庚申塚停留場 - 新庚申塚停留場

東武鐵道
- 東上本線：池袋站 - 北池袋站 - 下板橋站

西武鐵道
- 池袋線：池袋站 - 椎名町站 - 東長崎站

### 道路
- 首都高速道路
  - 5號池袋線
  - 首都高速道路環狀線 (2008年6月通車)
- 國道254號（春日通、川越街道）
- 國道17號（中山道、白山通）
- 國道122號
- 明治通
- 山手通
- 新目白通
- 目白通
- 要町通（東京都道441號池袋谷原線）
- 宮仲公園通（舊名「癌研通」）（東京都道436號小石川西巢鴨線）

## 教育

### 大学
- 学习院大学
- 东京福祉大学
- 东京音乐大学
- 立教大学
- 大正大学
- 目白大學

### 短期大學
- 川村短期大學
- 女子榮養大學短期大學部
- 東京交通短期大學

### 高校
- 都立
  - 千早高等學校
  - 豐島高等學校
  - 文京高等學校
- 私立
  - 學習院高等科
  - 川村高等學校
  - 十文字高等學校
  - 淑德巢鴨高等學校
  - 城西大學附屬城西高等學校
  - 昭和鐵道高等學校
  - 巢鴨高等學校
  - 巢鴨商業高等學校
  - 豐島岡女子學園高等學校
  - 豐島學院高等學校
  - 豐南高等學校
  - 本郷高等學校
  - 立教池袋高等學校
  - 鹿島學園高等學校通信制課程東京校
  - 飛鳥未來高等學校池袋校區
  - 八洲學園高等學校池袋校區

### 中學校
- 區立
  - 池袋中學校
  - 駒込中學校
  - 巢鴨北中學校
  - 千川中學校
  - 千登世橋中學校
  - 西巢鴨中學校
  - 西池袋中學校
  - 明豐中學校
- 私立
  - 學習院中等科
  - 川村中學校
  - 十文字中學校
  - 淑徳巢鴨中學校
  - 城西大學附屬城西中學校
  - 巢鴨中學校
  - 豐島岡女子學園中學校
  - 本鄉中學校
  - 立教池袋中學校

### 小學校
- 區立
  - 朝日小學校
  - 池袋小學校
  - 池袋第一小學校
  - 池袋第二小學校
  - 池袋第三小學校
  - 要小學校
  - 仰高小學校
  - 高南小學校
  - 駒込小學校
  - 櫻小學校
  - 椎名町小學校
  - 巢鴨小學校
  - 清和小學校
  - 高松小學校
  - 千早小學校
  - 長崎小學校
  - 西巢鴨小學校
  - 富士見台小學校
  - 文成小學校
  - 豐成小學校
  - 朋有小學校
  - 南池袋小學校
  - 目白小學校
- 私立
  - 川村小學校
  - 立教小學校

### 其他學校
- 中央聖書神學校
- 東京都立大塚聾學校

### 總公司在豐島區的私塾
- TOMAS（目白）
- 早稻田學院（早稲田アカデミー）（西池袋）
- 私塾情報中心（東池袋）

## 總公司在豐島區的企業
- VECTRIX（ベクトリックス）
- FamilyMart
- 大正製藥
- 日本勞動者協同組合聯合會（日本労働者協同組合(ワーカーズコープ)連合会）
- 無印良品

## 商業設施
- 西武百貨店池袋本店
- 東武百貨店池袋本店
- 大都會廣場（メトロポリタンプラザ）
- 東京大都會飯店（ホテルメトロポリタン）
- 池袋PARCO（パルコ）－本店（一號店）
- 太陽城（陽光城）
- AMLUX（アムラックス）東京
- 淳久堂書店池袋本店
- 刺拔地藏（とげぬき地蔵）
- 池袋演藝場
- 乙女路

※豐島園位於練馬區。

## 公共設施
- 豐島區役所
- 東京藝術劇場
- 豐島健康廣場（としま健康プラザ）
- 造幣局東京支局
- 池袋警察署
- 目白警察署
- 豐島郵便局
- 豐島區立圖書館
- 豐島區立鄉土資料館
- 池袋防災館
- 東京都水道局豐島営業所
- 豐島清掃工場
- 第六方面本部（西池袋2-37-8）- 附設池袋消防署
  - 豐島消防署（東池袋3-19-20）特別救助隊、特別消火中隊、消防活動二輪部隊、救急隊1
    - 巢鴨出張所（巣鴨4-30-8）救急隊1
    - 目白出張所（目白2-10-3）救急隊1

  - 池袋消防署（西池袋2-37-8）特別消火中隊、救急隊1
    - 長崎出張所（長崎3-7-5）救急隊1
    - 高松出張所（高松1-2-4）救急隊1

## 醫院
- 東京都立大塚醫院
- 要町醫院
- 總合醫院一心醫院
- 高田馬場醫院
- 豐島昭和醫院
- 長汐醫院

## 景點、古蹟
- 舊江戶川亂步邸土藏
- 豐島長崎富士塚　※國指定重要有形民俗文化財
- 池袋富士塚
- 雑司谷舊宣教師館　※東京都指定有形文化財
- 巢鴨拘置所「巢鴨監獄」跡
- 古代東方博物館（古代オリエント博物館）
- 郵票博物館（切手の博物館）
- 豐島區立熊谷守一美術館
- 雜司谷靈園－總面積10公頃的都立靈園。包括夏目漱石、泉鏡花、永井荷風、小泉八雲、竹久夢二、島村抱月、約翰萬次郎、東條英機、サトウハチロー、金田一京助、初代江戶家貓八、大川橋藏等人在此長眠。
- 染井靈園 - 水戶德川家墓所，高村光太郎、二葉亭四迷等人在此長眠。
- 慈眼寺 - 芥川龍之介、谷崎潤一郎等人在此長眠。
- 自由學園明日館
- 法明寺 - 以飛地的鬼子母神聞名。
- 本妙寺 - 遠山景元、本因坊家、千葉周作、久世氏（大名）等人在此長眠。

## 主要公園
- 池袋森林（池袋の森）
- 目白森林（目白の森）
- 目白庭園
- 谷端川北綠道
- 谷端川南綠道
- 谷端川親水公園
- 谷端川第二親水公園

## 知名人士

### 藝能
- 柴崎幸
- 山下達郎
- 夏木麻里
- 越智千惠子
- 松本潤
- 橫山惠

### 體育
- 田淵幸一

### 名譽區民
- 森田茂（西洋畫家、文化勳章授章者、日本藝術院會員）
- 世耕弘一（教育者、政治家、眾議院議員（8期）。從三位勳一等瑞寶章授章者）

### 特別區民
- 夢野莎莉－（魔女莎莉）
- 巴比倫2世（浩一）－（巴比倫2世）
- 赤影－（假面忍者 赤影）

※2012年7月，作為區制施行80年紀念活動的一環，在本區居住45年的漫畫家橫山光輝作品的主角們成為特別區民。

## 以豐島區為舞台的作品
- 《漫畫道》（まんが道）
- 《池袋西口公園》
- 《池袋ぐれんの恋（页面存档备份，存于）》
- 《超人力霸王蓋亞》
- 《東京暴族2》（TOKYO TRIBE2）
- 《無頭騎士異聞錄 DuRaRaRa!!》
- 《非常家庭》
- 《特捜最前線》
- 《青出於藍》
- 《閃亮雙胞胎》
- 《水もれ甲介》
- 《綠水英雄》
- 舊區立平和小學校、現西部區民事務所，是《漂流教室》等連續劇與廣告拍攝校舍場景的地點。

## 備註
1. ↑  . 東京都総務局統計部人口統計課. 平成20年: 134,135ページ. OCLC 404318859.
2. ↑  日本列島「地名」をゆく! 第54回 東京都の区名あれこれ（3） （页面存档备份，存于），歴史地名ジャーナル:ジャパンナレッジ，2011年7月22日配信，2012年11月16日閲覧。
3. ↑  「東京都における繁華街利用実態調査」 （页面存档备份，存于） - 東京都産業労働局商工部調整課調査分析係（2013年3月）
4. ↑  豊島区HP『文化・観光』項「横山光輝作品・特別住民票」 （页面存档备份，存于）。期間限定で職員の名刺などにもキャラクターのイラストを印刷したものを使用している。